# Wszyscy i nikt
Wszyscy i nikt – polski film wojenny z 1977 roku na podstawie powieści Janusza Przymanowskiego.

## Fabuła
Bieszczady tuż po zakończeniu II wojny światowej. Sześciu wracających z wojny żołnierzy Ludowego Wojska Polskiego i jeden milicjant na weselu w miasteczku spotyka ludzi z oddziału kapitana Haka, przeciwnika nowej władzy. Wszyscy bawią się świetnie, ale w pewnym momencie dochodzi do konfliktu.

## Obsada aktorska
- Emil Karewicz – Szef
- Wiesław Gołas – Twardy
- Wirgiliusz Gryń – Ksobie
- Stefan Paska – Odsie
- Ryszard Pietruski – Kobra
- Jerzy Matałowski – Hrabia
- Marian Opania – Glina
- Krzysztof Pietrykowski(inne języki) – Hak
- Krzysztof Machowski – Brzoza
- Ewa Borowik – Maryna
- Ewa Ziętek – Dziewczyna Kobry
- Bogusz Bilewski – organista
- Witold Pyrkosz – kowal
- Jerzy Rogalski – pomocnik kowala
- Ignacy Machowski – Konrad, rewolucjonista 1905 r.
- Janusz Paluszkiewicz – ksiądz